# Komuna e Rukajt
Komuna e Rukajt är en kommundel och tidigare kommun i Albanien.   Den ligger i prefekturen Qarku i Dibrës, i den norra delen av landet, 40 km norr om huvudstaden Tirana. Komuna e Rukajt ligger vid sjön Liqeni i Ulzës.
Omgivningarna runt Komuna e Rukajt är en mosaik av jordbruksmark och naturlig växtlighet.  Runt Komuna e Rukajt är det ganska tätbefolkat, med 54 invånare per kvadratkilometer.